# Grachi
Grachi  é uma telenovela juvenil latino-americana original da Nickelodeon, criada por Mariela Romero, também criadora da telenovela juvenil Isa TKM. A telenovela foi protagonizada pela atriz cubana Isabella Castillo e o ator colombiano Andrés Mercado. A telenovela foi gravada em Miami, Estados Unidos, sendo a primeira produção da Nickelodeon Latino-americana a ser gravada fora da América Latina, e também a primeira a ser gravada em alta definição. Sua estreia oficial em Latino-americana foi em 2 de maio de 2011 e no Brasil sua estreia oficial ocorreu em 5 de março de 2012 e em Portugal ocorreu em 21 de janeiro de 2013. A segunda temporada estreiou em 27 de fevereiro de 2012 na América Latina e no Brasil a estreia ocorreu em 27 de agosto de 2012 e a terceira temporada estreiou em 4 de março de 2013 e no Brasil em 3 de junho de 2013.
Isabella Castillo, Andrés Mercado, Kimberly Dos Ramos, Sol Rodríguez, Lance Dos Ramos e Mauricio Henao interpretam os papéis principais na primeira temporada da produção. Na segunda temporada, Henao sai do elenco principal, mas acaba voltando, entram Maria Gabriela de Faría e Willy Martin, que foram colegas em Isa TKM e Isa TK+. No Ultimo episódio da 2° Temporada, Danilo Carrera entra para o elenco e a produção ganha uma nova temporada, com novos personagens. A atriz Kimberly Dos Ramos sai do elenco, e não participa da 3° Temporada. Depois de seu término, a telenovela inspirou uma sitcom norte-americana intitulada Every Witch Way. Grachi entrou no novo serviço da ViacomCBS Paramount+ em 2021 com suas 3 temporadas

## Antecedentes e contexto
Em 29 de setembro de 2008, estreou a telenovela Isa TKM, parceria entre a Nickelodeon e a Sony, e criada também por Mariela Romero. A novela foi exibida no Brasil sete meses depois, em 6 de abril de 2009, através da Nickelodeon. Também foi exibida pela Rede Bandeirantes. Dois anos depois da estreia original, e após a exibição de Isa TK+, estreou a telenovela Sonha Comigo, que estreou em 23 de agosto de 2010, e foi a antecessora de Grachi.

## Produção e filmagem

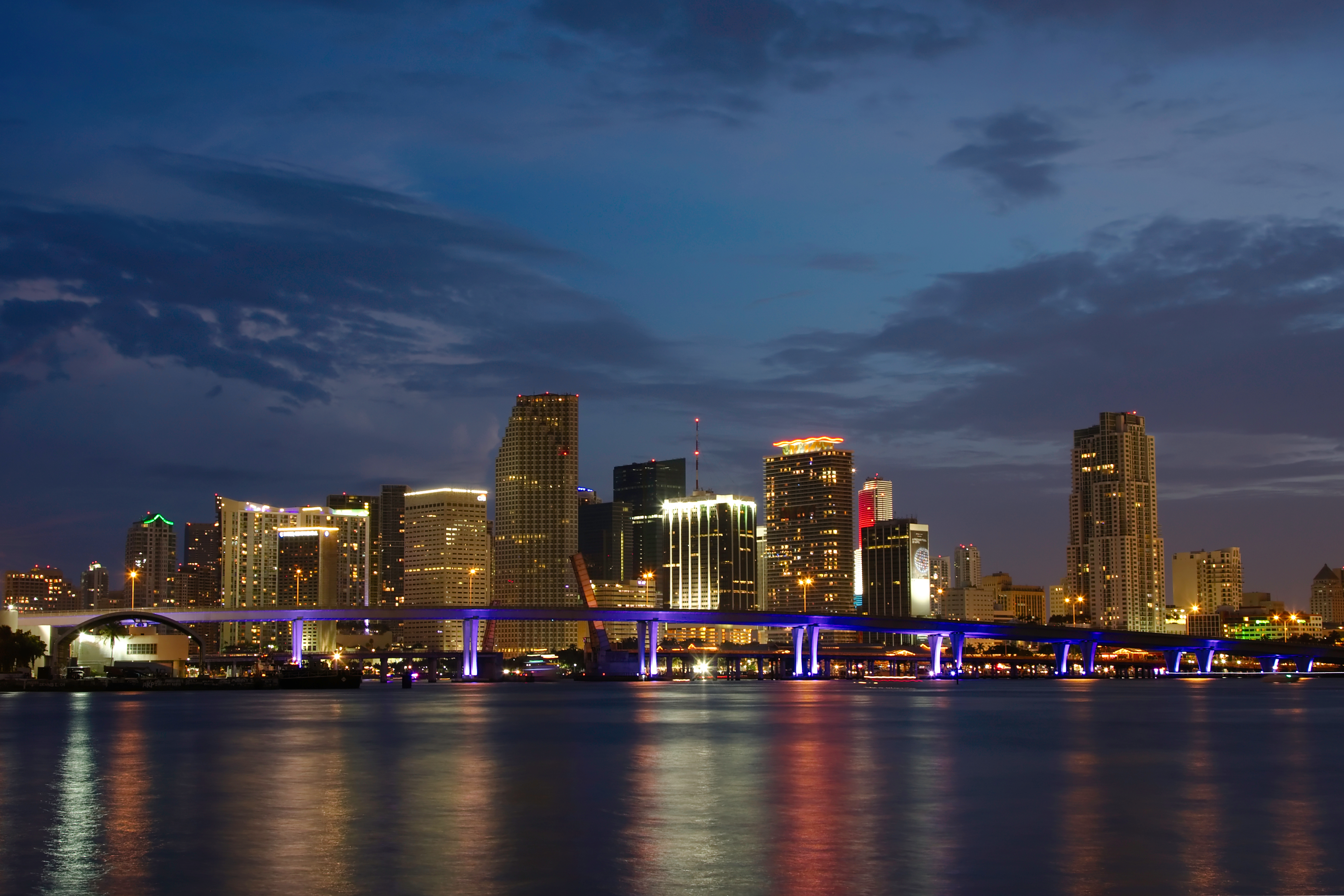
Miami, Flórida, a principal locação de Grachi.

Grachi é produzida pela Nickelodeon latino-americana e Aisha Enterprises e filmada em Miami, Flórida. Solange Rivero, produtora executiva, baseou-se nos personagens de Mariela Romero para poder criá-la. Houve também produção adicional de Comarex, dos Estados Unidos. A filmagem utilizou também de recursos 3D.
| “ | Esse projeto mostra nosso compromisso contínuo com nosso país e seus talentos. Estamos muito animados em trazer um pouco de magia para os fãs latino-americanos e estamos confiantes de que Grachi vai levar muitas horas de humor, romance e diversão para o público. | ” |

## Sinopse

### 1.ª temporada (com 74 episódios)
A jovem Graciela (Grachi), acaba de chegar à Cidade Encantada, a garota logo faz amizade e conhece Matilda. Ela começa a estudar no Escolarium, onde conhece Daniel, Mecha e os Tubarões - Equipe de natação do colégio. Através de Cussy, a secretária da escola que também é bruxa, Grachi descobre que tem poderes e que é uma bruxa, mas Grachi não é a única bruxa, Matilda também é uma e os seus poderes se manifestam constantemente. Matilda descobre tudo isso sozinha depois que rouba um livro mágico da casa de Grachi e o usa para impedir que a mesma namore seu ex-namorado, Daniel, mas os problemas realmente aparecem depois que a diretora da escola tenta roubar os poderes de Grachi e agora ela terá que lutar para proteger seus poderes e amigos. Ao mesmo tempo terá de viver como uma garota normal e decidir quem serão seus amigos ou inimigos.

### 2.ª temporada (com 81 episódios)
Depois das férias, Grachi e a turma retornam ao Escolarium, mas com os novos estudantes Mia e Léo. Matilda se recusa a retornar às aulas por conta de ter perdido seus poderes. Matilda e Diego estão namorando e ele e as panteras terão que aguentar a patricinha, que nem imagina que seus poderes estão mais perto do que nunca: com sua mãe Úrsula. Mia faz amizade com Grachi que revela ser bruxa. Mia também se sente atraída por Daniel e está disposta a lutar por ele. Esse ano vai ser longo, com novos desafios, conflitos e emoções.

### 3.ª temporada (com 50 episódios)
Grachi entra na E.D.B, a famosa "Escola de Bruxos", onde conhece Axel um bruxo mal por qual Grachi compartilha sonhos sobre um misterioso colar e se sente estranhamente atraída por ele, descobrindo assim seu lado bom e lado ruim. Grachi também conhece outros bruxos e reencontra um velho amigo, Tony. A obsessão do bruxo por Grachi cresce cada vez mais, a ponto de ele lançar um feitiço de amor na bruxa.
Mas o perigo está mais perto do que Grachi imagina quando seu clone malvado retorna para se vingar e tomar o lugar da "escolhida" original - Poderá o amor de Daniel salvar Grachi de seus próprios poderes?

## Prévia
Uma História Maravilhosamente Mágica
Uma História Maravilhosamente Mágica foi um programa especial que apresentou uma prévia da novela, estreando em 28 de abril de 2011 na América Latina, e foi reprisado 4 dias depois,antes da estreia oficial da novela em 2 de maio de 2011.Nesta prévia são apresentados os bastidores da telenovela e é apresentado o elenco completo da série.A prévia foi apresentada no Brasil em 2 de março de 2012,antes da exibição do primeiro capítulo.
Aproveitando o sucesso estrondoso da primeira temporada,a Nickelodeon produziu dois capítulos extras da novela em que o foco eram histórias especiais em que envolviam personagens muito populares da série. Mesmo apresentando diversas cenas que foram cortadas dos 75 capítulos da primeira temporada,estes episódios não podem ser considerados dentro da sequência da novela.

## Exibição
| Temporada | Temporada | Episódios | Estreia original (Latinoamérica) | Estreia original (Latinoamérica) | Estreia original (Brasil) | Estreia original (Brasil) | Estreia original (Portugal) | Estreia original (Portugal) |
| Temporada | Temporada | Episódios | Estreia                          | Final                            | Estreia                   | Final                     | Estreia                     | Final                       |
| --------- | --------- | --------- | -------------------------------- | -------------------------------- | ------------------------- | ------------------------- | --------------------------- | --------------------------- |
|           | 1         | 75        | 2 de maio de 2011                | 11 de agosto de 2011             | 5 de março de 2012        | 14 de junho de 2012       | 21 de janeiro de 2013       | 2 de maio de 2013           |
|           | 2         | 81        | 27 de fevereiro de 2012          | 18 de junho de 2012              | 27 de agosto de 2012      | 17 de dezembro de 2012    | TBA                         | TBA                         |
|           | 3         | 50        | 4 de março de 2013               | 10 de maio de 2013               | 3 de junho de 2013        | 9 de agosto de 2013       | TBA                         | TBA                         |

## Reprises
Foi reprisada entre 2012 e 2013 no extinto canal Nickelodeon HD com a transmissão da primeira e segunda temporada, sua terceira temporada foi reprisada em 2014 no mesmo canal.
Foi reprisada pela segunda vez em 2013 nas madrugadas da Nickelodeon, desta vez apenas a sua primeira temporada.
Foi reprisada pela terceira vez na Nickelodeon de 01 de junho de 2020 à 11 de setembro de 2020 com os 74 episódios da primeira temporada e especial Kanay, sendo substituída no dia 14 de setembro de 2020 por "Eu Sou Franky". Para promover esta reprise, parte do elenco de Grachi se reuniu no dia 28 de maio às 18 horas da noite (Horário de Brasília) para a realização de um live.

## Capítulos Especiais
Grachi Apresenta: Kanay
O primeiro especial a ser produzido foi Grachi Apresenta: Kanay. Apesar de apresentar diversas cenas que foram deletadas da temporada. A história se foca na relação de amizade dos personagens Churi Kanay e Diego Forlán com os seus respectivos poderes. O elenco principal da série não participa do episódio e também nem um dos personagens é mencionado durante os diálogos Ele foi escrito por Catharina Ledeboer e dirigido por Arturo Manuitt Aguirre. O capítulo estava previsto para ir ao ar no Brasil durante a exibição da última semana da primeira temporada da novela, o que acabou não acontecendo. Todavia, ele esteve disponível no catálogo da Netflix como o capítulo de número 75 da primeira temporada. 
Este especial só veio a ser exibido de forma inédita na Nick apenas 8 anos depois de sua exibição original em 2020 na sua terceira reprise.
Matilda em Quero os Meus 16
É o segundo capítulo especial da telenovela escrito por Catharina Ledeboer e Mariana Palos. Aproveitando a popularidade da vilã Matilda, os autores decidiram que ela merecia um capítulo especial. Este capítulo mostra a participação da personagem em um reality show fictício chamado Quero Meus 16, como participante do programa ela deve passar por situações extremas para ganhar a sua festa de 16 anos. A sua primeira exibição foi em 25 de agosto de 2011,na Nickelodeon América Latina. Este capítulo foi protagonizado por Kimberly Dos Ramos e teve a participação de outros atores do elenco fixo da série, além das participações especiais de Carlos Santos e Alejandro Carrión, como o apresentador do programa. Em alguns países ele é considerado o capítulo 76 e final da primeira temporada. Isto também aconteceu no Brasil em que ele foi o escolhido para encerrar a exibição da primeira temporada da novela em 21 de junho de 2012.

## Compilação Musical
A Vida é Maravilhosamente um Musical
Este capítulo é uma compilação especial de todos os videoclipes das duas primeiras temporadas da novela, somadas a alguns números musicais que foram ao ar neste capítulo. Estes videos e performances foram apresentados pelo elenco principal da novela que contou algumas curiosidades e situações dos bastidores da novela. Entre os musicais apresentados estão Magia, La Estrella Soy Yo, Somos Las Panteras, entre outros. O capítulo foi excluído na versão brasileira da novela e nem esteve na versão que foi disponibilizada no catálogo da Netflix para esse mercado.

## Elenco

### Principal
| Ator/Atriz              | Personagem               | Tipo                                         | Cor do Efeito                           | Temporadas                | Temporadas                | Temporadas                |
| Ator/Atriz              | Personagem               | Tipo                                         | Cor do Efeito                           | 1                         | 2                         | 3                         |
| ----------------------- | ------------------------ | -------------------------------------------- | --------------------------------------- | ------------------------- | ------------------------- | ------------------------- |
| Isabella Castillo       | Graciela "Grachi" Alonso | Bruxa                                        | Rosa                                    | Protagonista              | Protagonista              | Protagonista              |
| Andrés Mercado          | Daniel Esquivel          | Humano/Bruxo (Graças aos poderes da Matilda) | Verde                                   | Protagonista              | Protagonista              | Protagonista              |
| Kimberly Dos Ramos      | Matilda Román            | Bruxa                                        | Verde                                   | Antagonista               | Antagonista               |                           |
| Willy Martin            | Leo Martínez             | Humano/Eletrocinético                        | Raios azuis                             |                           | Antagonista               | Protagonista              |
| María Gabriela de Faría | Mía Novoa                | Bruxa                                        | Rosa/Vermelho(2 ° Temp/Final)           | Antagonista convidada     | Antagonista               | Antagonista               |
| Rafael de Fuente        | Diego Forlán             | Kanay                                        | Azul Claro                              | Secundário                | Co-Protagonista Principal | Co-Protagonista Principal |
| Sol Rodríguez           | Mecha Estevez            | Guardiã                                      |                                         | Co-Protagonista Principal | Co-Protagonista Principal | Co-Protagonista Principal |
| Lance Dos Ramos         | Chema Esquivel           | Humano                                       | Co-Protagonista Principal               | Co-Protagonista Principal |                           |                           |
| Danilo Carrera          | Axel Vélez               | Bruxo                                        | Laranja Avermelhado                     |                           | Antagonista Convidado     | Co-Antagonista Principal  |
| Jesús Neyra             | Manú Copas               | Bruxo                                        | Vermelho                                |                           |                           | Co-Antagonista            |
| Mauricio Hénao          | Tony Gordillo            | Bruxo                                        | Azul Claro (2 ° Temp) Amarelo (3° Temp) | Co-Protagonista           | Co-Protagonista           | Participação              |
| Sharlene Taule          | Katty                    | Humana                                       |                                         | Co-Antagonista            | Co-Antagonista            | Co-Antagonista            |
| Alexandra Pomales       | Betty                    | Humana                                       | Co-Antagonista                          |                           |                           |                           |
| María del Pilar Pérez   | Dotty                    | Humana                                       | Co-Antagonista                          | Co-Antagonista            | Co-Antagonista            |                           |

### Secundários
| Ator/Atriz            | Personagem                         | Tipo                                   | Cor do Feitiço                | Temporadas             | Temporadas | Temporadas |
| Ator/Atriz            | Personagem                         | Tipo                                   | Cor do Feitiço                | 1                      | 2          | 3          |
| --------------------- | ---------------------------------- | -------------------------------------- | ----------------------------- | ---------------------- | ---------- | ---------- |
| Katie Barberi         | Úrsula Román Alonso                | Bruxa Impotente                        | Laranja Pálido                | Secundária             | Secundária | Secundária |
| Ramiro Fumazoni       | Francisco Alonso                   | Humano                                 |                               | Secundário             | Secundário | Secundário |
| Raquel Rojas          | Rosa Forlán                        | Humana/Bruxa - "Outro Mundo"           | Branco Azulado                | Secundária             | Secundária | Secundária |
| Ana Carolina Grajales | Valeria                            | Rôbo/ Humana                           |                               |                        | Estelar    | Estelar    |
| Ana Carolina Grajales | Amaya Vélez                        | Bruxa                                  | Branco                        |                        |            | Estelar    |
| Angela Rincón         | Silvia                             | Humana/Bruxa - "Outro Mundo"           |                               | Secundária             | Secundária | Secundária |
| Wendy Regalado        | Lucía                              | Humana/Bruxa - "Outro Mundo"           | Secundária                    | Secundária             | Secundária |            |
| Guilherme Apollonio   | Guillermo                          | Humano                                 | Secundário                    | Secundário             | Secundário |            |
| Yony Hernandez        | Carlos                             | Humano                                 | Secundário                    | Secundário             | Secundário |            |
| Carlos Arrechea       | Sebastián                          | Humano                                 | Secundário                    | Secundário             | Secundário |            |
| Manuel Carrillo       | Ricardo Esquivel                   | Humano                                 | Secundário                    | Secundário             | Secundário |            |
| Cristian Campocasso   | Luis Esquivel                      | Humano                                 | Secundário                    | Secundário             | Secundário |            |
| Francisco Chacín      | Fernando Gordillo                  | Humano                                 | Terciário                     | Terciário              | Terciário  |            |
| Nicole Apollonio      | Diana                              | Humano                                 | Terciário                     | Terciário              | Terciário  |            |
| Virginia Nuñez        | Kim Kanay                          | Churikanay "Kanay"                     | Azul Claro                    |                        | Convidada  | Convidada  |
| Margarita Cordova     | Madre de Leo                       | Humana                                 |                               | Terciária              | Terciária  |            |
| Marisol Calero        | Alba de la Isla                    | Bruxa                                  | Verde                         | Secundária             | Secundária |            |
| Gledys Ibarra         | Professora Mirna                   | Bruxa                                  | Verde Amarelado               | Secundária             | Secundária |            |
| Natasha Domínguez     | Maria Graciela "Maggie" de la Isla | Bruxa                                  | Rosa                          |                        | Secundária |            |
| Álex Hernández        | Francisco "Frankie" Alonso         | Humano                                 |                               | Secundário             |            |            |
| Ed Molina             | El Tín                             | Guardião do Buraco Negro               | Azul Claro (Raio Bibolar)     | Secundário             |            |            |
| Luis Fernando Sosa    | Chaumen                            | Humano                                 |                               | Secundário             |            |            |
| Carlos Acosta         | Erick Velez                        | Bruxo                                  | Azul Pálido                   | Antagonista            |            |            |
| Álvaro Azza           | Professor da EDB                   | Bruxo                                  |                               | Terciário              |            |            |
| Alex Rosguer          | Miguel                             | Humano                                 | Antagonista Secundário        | Antagonista Secundário |            |            |
| Adriana Cataño        | Cristina de Esquivel               | Humana                                 | Secundária                    | Secundária             |            |            |
| Evaluna Montaner      | Melanie Esquivel                   | Humana                                 | Secundária                    | Secundária             |            |            |
| Andrés Cotrino        | Roberto Esquivel                   | Humano                                 | Secundário                    | Secundário             |            |            |
| Marisela González     | Lolo                               | Guardiã                                | Secundária                    | Convidada              |            |            |
| Alexandra Pomales     | Betty                              | Humana                                 | Secundária                    |                        |            |            |
| Liannet Borrego       | Cussy Canosa                       | Bruxa                                  | Rosa (Raio Bibolar)           | Secundária             |            |            |
| Lino Martone          | Julio                              | Bruxo Impotente                        |                               | Secundário             |            |            |
| Martha Pabón          | Sra. Diretora                      | Bruxa                                  | Laranja                       | Antagonista Principal  |            |            |
| Gabriela Guevara      | Marta                              | Humana                                 |                               | Secundária             |            |            |
| Erika Navarro         | Verónica                           | Humana                                 | Secundária                    |                        |            |            |
| Elizabeth Lazo        | Carolina                           | Humana                                 | Secundária                    |                        |            |            |
| William Valdes        | Sibilo                             | Bruxo                                  | Azul                          | Antagonista            |            |            |
| Jesús Licciardelo     | Eduardo                            | Humano                                 |                               | Terciário              |            |            |
| Ana Apollonio         | Mamá de Guillermo                  | Humano                                 | Terciária                     |                        |            |            |
| Yosvany Morales       | Professor de Química               | Humana                                 | Terciário                     |                        |            |            |
| Carlos Santos         | Alejandro Carrión                  | Humano                                 | Convidado                     |                        |            |            |
| Paloma Marquez        | Professora Isadora                 | Humana                                 | Terciária                     |                        |            |            |
| Laura Piquero         | Viviana                            | Humana                                 |                               | Secundária             |            |            |
| Juan Pablo Llano      | Ignacio "Nacho" Novoa              | Humano                                 | Secundário                    |                        |            |            |
| Diana Osorio          | Alejandra Forlán                   | Humana                                 | Secundária                    |                        |            |            |
| Silvana Arias         | Ivis                               | Bruxa do Conselho                      | Roxo Escuro (Raio Bibolar)    | Secundária             |            |            |
| Wanda D'Isidoro       | Priscila                           | Bruxa do Conselho                      | Verde Água (Rai Bibolar)      | Secundária             |            |            |
| Paulina Galvez        | Athena                             | Bruxa do Conselho/Ex-Bruxa do Conselho | Vermelho                      | Antagonista Principal  |            |            |
| Laura Ferretti        | Demetria                           | Bruxa                                  | Laranja e Roxo (Raio Bibolar) | Terciária              |            |            |

## Músicas
| Volume | Título                                               | Data de lançamento                                             | Discografia         | Formatos             | Extras                              |
| ------ | ---------------------------------------------------- | -------------------------------------------------------------- | ------------------- | -------------------- | ----------------------------------- |
| 1      | Grachi: La Vida es Maravillosamente Mágica           | Latinoamérica: 7 de junho de 2011 Brasil: 7 de junho de 2012   | EMI                 | CD, descarga digital |                                     |
| 2      | Grachi: La Vida es Maravillosamente Mágica, Volume 2 | Latinoamérica: 11 de abril de 2012 Brasil: 30 de junho de 2012 | Nickelodeon Records | CD, descarga digital | - vídeos de Grachi: El Show en Vivo |

## Controvérsias
No dia 27 de julho de 2020, sem nenhum motivo aparente e sem aviso prévio, a reprise foi suspensa em toda a América do Sul, exceto no Brasil e no México, onde a reprise continuou normalmente até o capítulo 75. Este acontecimento revoltou diversos telespectadores em seus respetivos países.

A Nickelodeon exibiu no fim da reprise de 2020, no dia 11 de setembro de 2020 um capítulo especial da novela, destacando as atribuições e poderes do personagem Diego (Rafael de La Fuerte), porém o episódio foi recheado de falhas técnicas, o capítulo começou em espanhol, passou boa parte do tempo nesse idioma, até que de forma abrupta a Nickelodeon começou a exibir o áudio em português, porém voltando ao começo do episódio, passando cenas que já haviam sido exibidas em outro idioma. Este tipo de erro está bem recorrente, falhas técnicas também já aconteceram nas exibições de "Kally's Mashup" em 2018 e "Noobees" em 2019.